# Julie Biesmans
Julie Biesmans (Bilzen, 4 de mayo de 1994) es una futbolista belga. Juega como centrocampista en el Oud-Heverlee Leuven de la Superliga Femenina de Bélgica. Fue internacional con la selección de Bélgica de 2011 al 2023.

## Trayectoria

### Standard Lieja
Biesmans dio sus primeros pasos en el fútbol profesional jugando para el Standard Lieja de la Liga BeNe entre 2012 y 2015, y luego en la Superliga de Bélgica del 2015 al 2017. En la temporada 2012-13, ganó la zona belga de la Liga BeNe y quedó en segundo lugar en el torneo. También ganó la Supercopa de Bélgica 2012-13 y la Supercopa BeNe. A nivel continental se la vio disputando la Liga de Campeones 2012-13 donde su equipo se quedó sin chances en los dieciseisavos de final. Volvió a lograr un subcampeonato en la Liga BeNe  2013-14 y nuevamente tuvo que volverse a casa en los dieciseisavos de final de la Liga de Campeones 2013-14, quedándole como consuelo levantar la Copa de Bélgica de ese año.
Biesmans y el Lieja ganaron la Liga BeNe 2014-15, la última edición de este torneo que reunía los mejores equipos de Bélgica y los Países Bajos.
La centrocampista fue bicampeona de la Superliga de Bélgica tras conquistarla en 2015-16 y 2016-17. Mientras tanto, en la Liga de Campeones 2015-16 se repitió la decepción de quedar eliminados en los dieciseisavos de final, y en la edición 2016-17 el equipo de Biesmans no logró superar la ronda de clasificación.

### Bristol City
En agosto de 2017 se incorporó al Bristol City de la FA WSL. En su primera temporada con el club disputó 16 partidos, anotando un gol, mientras que al año siguiente, fue titular en los 20 partidos de la temporada regular. En mayo de 2019 se anunció la despedida de Biesmans del.

### PSV Eindhoven
El 4 de junio de 2019, Biesmans firmó con el PSV Eindhoven de la Eredivisie neerlandesa.

## Selección nacional
Biesmans pisó el césped internacional por primera vez en 2008, jugando para la sub-15 belga. Más tarde representó a su país en las categorías sub-17 (2009-2011) y sub-19 (2008-2013). Formando parte de estas selecciones, llegó a las segundas rondas de clasificación del Europeo Sub-17 de 2011 y el Europeo Sub-19 de 2013.
Debutó con la selección absoluta de Bélgica en 2011. Ayudó al equipo a clasificarse para su primer gran torneo, la Eurocopa 2017, al sumar 2 goles a su registro personal. Durante este torneo jugó en 2 de los 3 partidos de su país. Posteriormente fue parte de la fallida campaña belga para clasificarse a la Copa Mundial de 2019. Bélgica fue eliminada en los play-offs por Suiza, tras un 3-3 en el global y los 2 goles de visitantes suizos.

## Estadísticas

### Clubes
| Club                | País         | Año             |
| ------------------- | ------------ | --------------- |
| Standard Lieja      | Bélgica      | 2012 - 2017     |
| Bristol City        | Inglaterra   | 2017 - 2019     |
| PSV Eindhoven       | Países Bajos | 2019 - 2023     |
| Oud-Heverlee Leuven | Bélgica      | 2023 - presente |

## Palmarés

### Títulos nacionales
| Título                    | Club           | País                  | Año     |
| ------------------------- | -------------- | --------------------- | ------- |
| Supercopa de la Liga BeNe | Standard Lieja | Bélgica/ Países Bajos | 2011-12 |
| Copa de Bélgica           | Standard Lieja | Bélgica               | 2011-12 |
| Supercopa de la Liga BeNe | Standard Lieja | Bélgica/ Países Bajos | 2012-13 |
| Supercopa de Bélgica      | Standard Lieja | Bélgica               | 2012-13 |
| Copa de Bélgica           | Standard Lieja | Bélgica               | 2013-14 |
| Liga BeNe                 | Standard Lieja | Bélgica/ Países Bajos | 2014-15 |
| Superliga de Bélgica      | Standard Lieja | Bélgica               | 2015-16 |
| Superliga de Bélgica      | Standard Lieja | Bélgica               | 2016-17 |